# Карантин 2: Терминал
«Карантин 2: Терминал» (англ. Quarantine 2: Terminal) — американский фильм ужасов 2011 года, продолжение фильма «Карантин» с втрое меньшим бюджетом. Как и в первой части за спецэффекты и грим отвечал Роберт Холл. Премьера во Франции состоялась 27 января 2011 года. 2 августа 2011 года в США фильм вышел на DVD.
В отличие от первого фильма, являющегося ремейком испанского фильма «Репортаж», фильм «Карантин 2: Терминал» не является ремейком фильма «Репортаж из преисподней»: действие переносится из дома, ставшим эпицентром заражения, в самолёт и затем в аэропорт.

## Сюжет
Стюардессы Дженни и Паула встречаются в аэропорту Лос-Анджелеса, откуда самолёт ночью вылетает в Нэшвилл. На борту небольшого самолёта полтора десятка пассажиров, в том числе подросток Джордж, который летит один и за которым присматривает Дженни. У учителя Генри с собой оказывается клетка с пятью хомяками: когда толстяк-гольфист Ральф помогает поставить её в багажное отделение, один из хомяков кусает его. Вскоре Ральфу становится плохо, он просит воды, а затем выходит из себя. Он кусает в лицо пытающуюся помочь ему Паулу. Самолёт садится на свободной дорожке в аэропорту Лас-Вегаса и с помощью грузчика Эда пассажиры выходят.
Вскоре становится ясно, что зона, где находятся пассажиры, перекрыта, и им не дадут выйти. Незадолго до этого в новостях передавали о доме в Лос-Анджелесе, где был обнаружен вирус, и потерпевшие связывают происходящее с этим случаем. Дженни, Эд, Генри, Престон и Нил возвращаются на самолёт за аптечкой медсестры Шилы и видят, что ни Ральфа, ни капитана с пилотом там нет, однако повсюду кровь. Во время поисков они обнаруживают, что в клетке были не хомяки, а крысы. Одна из них пытается наброситься на Эда. Нил достаёт из своей сумки пистолет. Выбравшись из багажного отсека, они встречают капитана, заразившегося бешенством, и Нил убивает его.
Постепенно число заражённых среди пассажиров растёт. В какой-то момент в карантинную зону входят представители службы безопасности в специальных костюмах, от одного из них пассажиры узнают, что речь идёт о вирусе и что выпускать из зоны оцепления никого не будут. Джордж начинает подозревать, что в распространении вируса виновен Генри, потому что он пронёс на борт крыс. Оказывается, что Генри действительно работал в той самой лаборатории в Лос-Анджелесе, цель разработки вируса состояла в том, чтобы уменьшить численность населения и так перенаселённой планеты. Генри имеет противоядие против вируса и вкалывает его себе, а затем уходит, взяв в заложники Джорджа и убив Эда.
Дженни остаётся единственной не охваченной бешенством. С трудом избегая встречи с заражёнными, она при помощи тепловизора пробирается по территории терминала, погружённого во мрак, и находит Джорджа, а затем Генри, который заразился, так как ему не помогло противоядие. Дженни убивает Генри и они с Джорджем ползут по багажному коридору, в то время как позади них терминал уничтожается огнём. Джордж замечает, что Дженни укушена. В конце коридора Джордж вылезает через решётку на улицу, а Дженни пытается схватить его зубами, но не может пролезть. Джордж выходит к пригородному шоссе Лас-Вегаса. В тепловизоре показывается силуэт кошки, которая, судя по всему, также убежала из терминала и является носителем вируса.

## В ролях
| Актёр                 | Роль                |
| --------------------- | ------------------- |
| Мерседес Масон        | Дженни              |
| Джош Кук              | Генри               |
| Мэтти Липтак          | Джордж              |
| Игнасио Серриччио     | Эд                  |
| Нори Виктория         | Шейла               |
| Бри Блэр              | Паула               |
| Ламар Стюарт          | Престон             |
| Джордж Бэк            | Ральф               |
| Филлип ДеВона         | Нил                 |
| Джулии Грайббл        | Сьюза               |
| Эрин Смит             | Никка               |
| Линн Коул             | Бью                 |
| Том Тон               | Док                 |
| Сандра Эллис Лафферти | Луис                |
| Тайлер Канкл          | Хворст              |
| Джон Каррен           | капитан Форест      |
| Эндрю Бенаторт        | второй пилот Уиллси |
| Джейсон Бенжамин      | сотрудник СДС № 1   |
| Бью Тарпинн           | сотрудник СДС № 2   |
| Нико Пэрхэм           | сотрудник СДС № 3   |
| Джадд Лорманд         | Сильвестр           |
| Майкл Ковингтон       | пассажир            |
| Кейт Аллен Хэйес      | пассажир            |
| Роджер Эррера         | детектив            |

## Критика
На агрегаторе Rotten Tomatoes рейтинг одобрения составляет 75 % со средней оценкой 5,4 балла из 10 на основе 8 обзоров.